# يفهين بافلوف
يفهين بافلوف (بالأوكرانية: Павлов Євген Степанович)‏ (بالروسية: Павлов, Евгений Степанович)‏ هو لاعب كرة قدم روسي وأوكراني في مركز الهجوم، ولد في 12 مارس 1991 في سيفاستوبول في روسيا. شارك مع منتخب أوكرانيا تحت 16 سنة لكرة القدم ومنتخب أوكرانيا تحت 17 سنة لكرة القدم ومنتخب أوكرانيا تحت 18 سنة لكرة القدم ومنتخب أوكرانيا تحت 19 سنة لكرة القدم ومنتخب أوكرانيا تحت 21 سنة لكرة القدم. أما مع النوادي، فقد لعب مع ملادوست لوتشاني ونادي فاساس ونادي فولين لوتسك.

## وصلات خارجية
- يفهين بافلوف على موقع اتحاد أوكرانيا (الإنجليزية)
- يفهين بافلوف على موقع قاعدة بيانات كرة القدم.إي يو (الإنجليزية)
- يفهين بافلوف على موقع Soccerway.com (الإنجليزية)
- يفهين بافلوف على موقع عالم كرة القدم.نت (الإنجليزية)